# EBX7 - CD Singles Box Set 7
EBX7 - CD Singles Box Set 7 es un álbum recopilatorio de Erasure que incluye los sencillos de edición británica con todas las remezclas oficiales, correspondientes a los álbumes Cowboy y Loveboat. Fue lanzado el 12 de abril de 2019.

## Lista de canciones
| EBX7 |                                                                                 |               |          |  |
| N.º  | Título                                                                          | Escritor(es)  | Duración |  |
| 1.   | «In My Arms» (2009 Remastered Version)                                          | (ClarkeBell)  |          |  |
| 2.   | «In the Name of the Heart»                                                      | (Clarke/Bell) |          |  |
| 3.   | «In My Arms» (Love To Infinity Stratomaster Mix)                                | (Clarke/Bell) |          |  |
| 4.   | «In My Arms» (Crumbling Down Mix)                                               | (Clarke/Bell) |          |  |
| 5.   | «In My Arms» (Love To Infinity Club Mix)                                        | (Clarke/Bell) |          |  |
| 6.   | «Rapture» (Matt Darey Mix)                                                      | (Clarke/Bell) |          |  |
| 7.   | «Rapture»                                                                       | (Clarke/Bell) |          |  |
| 8.   | «Don't Say Your Love Is Killing Me»                                             | (Clarke/Bell) |          |  |
| 9.   | «Heart of Glass» (Live in Oxford)                                               | (Clarke/Bell) |          |  |
| 10.  | «Don't Say Your Love Is Killing Me» (Jon Pleased Wimmin')                       | (Clarke/Bell) |          |  |
| 11.  | «Don't Say Your Love Is Killing Me» (Tall Paul Mix)                             | (Clarke/Bell) |          |  |
| 12.  | «Don't Say Your Love Is Killing Me» (Jon Pleased Wimmin Flashback Dub)          | (Clarke/Bell) |          |  |
| 13.  | «Oh L'Amour» (Matt Darey Mix)                                                   | (Clarke/Bell) |          |  |
| 14.  | «Oh L'Amour» (Tin Tin Out Mix)                                                  | (Clarke/Bell) |          |  |
| 15.  | «Rain» (Al Stone Mix)                                                           | (Clarke/Bell) |          |  |
| 16.  | «In My Arms» (BBE Remix)                                                        | (Clarke/Bell) |          |  |
| 17.  | «First Contact» (Vocal Mix)                                                     | (Clarke/Bell) |          |  |
| 18.  | «Rain» (Live in San Francisco)                                                  | (Clarke/Bell) |          |  |
| 19.  | «Sometimes» (Live in Oxford)                                                    | (Clarke/Bell) |          |  |
| 20.  | «Love to Hate You» (Live in Oxford)                                             | (Clarke/Bell) |          |  |
| 21.  | «Rain» (Jon Pleased Wimmin Vocal Mix)                                           | (Clarke/Bell) |          |  |
| 22.  | «Sometimes» (John "00" Fleming's Full Vocal Club Mix)                           | (Clarke/Bell) |          |  |
| 23.  | «In My Arms» (Dekkard Vocal)                                                    | (Clarke/Bell) |          |  |
| 24.  | «Rain» (Blue Amazon Twisted Circles Mix)                                        | (Clarke/Bell) |          |  |
| 25.  | «First Contact» (Instrumental)                                                  | (Clarke/Bell) |          |  |
| 26.  | «In My Arms» (Dekkard Dub)                                                      | (Clarke/Bell) |          |  |
| 27.  | «Sometimes» (John "00" Fleming's Give It Some Welly Dub Mix)                    | (Clarke/Bell) |          |  |
| 28.  | «Rain» (Jon Pleased Wimmin Vocal Dub)                                           | (Clarke/Bell) |          |  |
| 29.  | «Freedom»                                                                       | (Clarke/Bell) |          |  |
| 30.  | «Better»                                                                        | (Clarke/Bell) |          |  |
| 31.  | «Freedom» (Acoustic Single Version)                                             | (Clarke/Bell) |          |  |
| 32.  | «Freedom» (Motiv 8 Radio Mix))                                                  | (Clarke/Bell) |          |  |
| 33.  | «Freedom» (JC's Freedom of Flight Remix)                                        | (Clarke/Bell) |          |  |
| 34.  | «Freedom» (MARK's Guitar Vocal)                                                 | (Clarke/Bell) |          |  |
| 35.  | «Freedom» (MARK's Jail Term Dub)                                                | (Clarke/Bell) |          |  |
| 36.  | «Freedom» (Quake Vocal Remake)                                                  | (Clarke/Bell) |          |  |
| 37.  | «Freedom» (Untidy Dub)                                                          | (Clarke/Bell) |          |  |
| 38.  | «Moon and the Sky» (JC's Heaven Scent Radio Re-Work - 2009 Remastered Version)) | (Clarke/Bell) |          |  |
| 39.  | «Moon and the Sky» (Randy Roger's Ramjet Mix)                                   | (Clarke/Bell) |          |  |
| 40.  | «Moon and the Sky» (Sleaze Sisters Anthem Mix)b On the Moon)                    | (Clarke/Bell) |          |  |
| 41.  | «Moon and the Sky» (Bk Mix)                                                     | (Clarke/Bell) |          |  |
| 42.  | «Moon and the Sky» (Murk Monster Mix)                                           | (Clarke/Bell) |          |  |
| 43.  | «Perchance to Dream» (Jason Jinx Remix)                                         | (Clarke/Bell) |          |  |
| 44.  | «Baby Love» (Acoustic Version)                                                  | (Clarke/Bell) |          |  |
| 45.  | «Freedom» (Acoustic Version)                                                    | (Clarke/Bell) |          |  |
| 46.  | «Alien» (Acoustic Version)                                                      | (Clarke/Bell) |          |  |
| 47.  | «Where in the World» (Acoustic Version)                                         | (Clarke/Bell) |          |  |
| 48.  | «A Little Respect» (Acoustic Version)                                           | (Clarke/Bell) |          |  |